# Выжары (Минская область)
Выжары (бел. Выжары) — деревня в Червенском районе Минской области. Входит в состав Смиловичского сельсовета.

## Географическое положение
Находится примерно в 25 километрах к западу от райцентра, в 36 км к юго-востоку от Минска, в 15 км от железнодорожной станции Руденск линии Минск-Осиповичи, в 0,4 км к югу от деревни Кулики.

## История
Населённый пункт основан в 1924 году на бывших помещичьих землях как посёлок. 20 августа 1924 года вошёл в состав вновь образованного Корзуновского сельсовета Смиловичского района Минского округа (с 20 февраля 1938 — Минской области). 18 января 1931 года передана в Пуховичский район, 12 февраля 1935 года — в Руденский район. Согласно Переписи населения СССР 1926 года в деревне было 20 дворов, проживал 101 человек. Во время Великой Отечественной войны деревня была оккупирована немцами в конце июня 1941 года, 2 её жителя не вернулись с фронта. Освобождена в начале июля 1944 года. В 1954 году в связи с упразднением Корзуновского сельсовета вошла в Смиловичский сельсовет. 20 января 1960 года деревня была передана в Червенский район, тогда там насчитывалось 116 жителей. В 1980-е годы деревня относилась к совхозу «Заветы Ильича». По итогам переписи населения Белоруссии 1997 года в деревне насчитывалось 24 дома и 47 жителей. На 2013 год 16 жилых домов, 26 жителей.

## Население
- 1926 — 22 двора, 97 жителей
- 1960 — 116 жителей
- 1997 — 24 двора, 47 жителей
- 2013 — 16 дворов, 26 жителей